# Drymoglossum
Drymoglossum es un género de helechos perteneciente a la familia  Polypodiaceae. Es originario de China. Están descritas 36 especies de las cuales solo 2 han sido aceptadas hasta la fecha.

## Taxonomía
Drymoglossum fue descrito por Karel Presl y publicado en Tentamen Pteridographiae 227, pl. 10, f. 5–6. 1836.

## Especies aceptadas
A continuación se brinda un listado de las especies del género Drymoglossum aceptadas hasta junio de 2012, ordenadas alfabéticamente. Para cada una se indica el nombre binomial seguido del autor, abreviado según las convenciones y usos:
- Drymoglossum microphyllum (C. Presl) C. Chr.
- Drymoglossum niphoboloides (Luerss.) Baker